# Rino Passigato
Rino Passigato, GCC, GCSE (né le 29 mars 1944) est un prélat italien de l'Église catholique, qui est nonce apostolique au Portugal de 2008 à 2019 et est l'actuel nonce apostolique émérite au Portugal.

## Biographie
Passigato est né à Bovolone, en Italie, le 29 mars 1944. Il est ordonné prêtre le 29 juin 1968 à Vérone, Italie.

## Carrière diplomatique
Il sert dans la nonciature apostolique en Australie (en) à la fin des années 1970 et en Grande-Bretagne sous la direction du nonce apostolique Luigi Barbarito. En 1991, il est nommé archevêque titulaire de Nova Caesaris (de) et pro-nonce apostolique au Burundi. En 1996, il est nonce apostolique en Bolivie (en) et, en 1999, au Pérou (en).
Le 8 novembre 2008, le pape Benoît XVI le nomme nonce apostolique au Portugal (en)

### Portugal

#### Critique
Les critiques commencent peu après le début de son mandat au Portugal et son refus de divulguer à la Conférence épiscopale portugaise ses critères de sélection des nouveaux candidats potentiels à l'épiscopat.

## Honneurs
- Grand-Croix de l'Ordre du Christ du République portugaise (11 mars 2010)[4]
- Grand-Croix de l'Ordre de Saint-Jacques de l'Épée de la  République portugaise (6 juin 2009)[4].